# Brekama
Brekama fou un regne nadiu de Gàmbia. El 29 de maig de 1827 el regne, governat aleshores per Farrin Tomba Komba, va signar un tractat de protectorat amb Regne Unit de la Gran Bretanya. D'acord amb el tractat els britànics podien elegir un lloc per establir una posició militar, sent el lloc escollit la part a la riba del riu enfront de l'illa de Kayaye.